# Бернхард I фон Золмс-Браунфелс
Бернхард I фон Золмс-Браунфелс (на немски: Bernhard I von Solms-Braunfels; † 1347/1349) е граф на Золмс в Браунфелс.

## Произход
Той е вторият син на граф Хайнрих III (IV) фон Золмс-Браунфелс († 1311/1312) и съпругата му Елизабет (Лиза) фон Липе (* ок. 1270; † 1325), дъщеря на Бернхард IV фон Липе († 1275). Внук е на Хайнрих II фон Золмс († 1280 – 82) и Аделхайд фон Рункел-Вестербург († 1276).
По-малък брат е на граф Хайнрих I (V) фон Золмс-Отенщайн († 2 април 1352), женен за София фон Ахауз-Хорстмар-Отенщайн († 30 януари 1358). По-малкият му брат Симон е каноник в Мюнстер (1353). 

## Фамилия
Бернхард I се жени за Гостия фон Хорстмар-Ахауз (* ок. 1302 в Отенщайн; † 7 октомври 1347), дъщеря на граф Ото II фон Хорстмар-Ахауз-Отенщайн († 1323/1325) и съпругата му Магарета фон Гьор († сл. 1333). Те имат децата:
- Хайнрих VI († сл. 30 май 1361)
- Ото I (* ок. 1375; † 1410), граф на Золмс-Браунфелс, женен 1375 г. за Агнес фон Фалкенщайн-Мюнценберг († 1409)
- Грета (* ок. 1325 † сл. 24 април 1382), омъжена 1354 г. за Куно фон Дернбах
- Амоена († сл. 17 август 1358), монахиня в Алтенберг
- Конрад II († ок. 1398), каноник в Минден и Кьолн
- Йоханес III († сл. 28 декември 1398)
- Елизабет(† 23 август 1386), омъжена I. пр. 1355 г. за граф Филип фон Золмс-Кьонигсберг († 1364/65); II. пр. 11 ноември 1367 г. за граф Йоханес IV (III) фон Золмс в Бургзолмс († 1401/02)
- Гертруд († сл. 17 август 1358), монахиня в Алтенберг
- Симон
- Анна († 10 март 1389)
- Изабела († 1410), омъжена пр. 15 ноември 1398 за Вернер фон Карбен (+ 1404)